# Vastemõisa (ancienne commune)
Vastemõisa est une ancienne commune située dans le comté de Viljandi en Estonie.
Elle s'étendait sur une superficie de 280 km2 et comprenait les villages de Vastemõisa, Ilbaku, Ivaski, Kildu, Kobruvere, Lemmakõnnu, Metsküla, Paelama et Sandra.
En 2005, elle a été rattachée à la commune de Suure-Jaani. 